# Tyne
Il Tyne è un fiume dell'Inghilterra nord-orientale che si forma dalla confluenza di due fiumi, il North Tyne e il South Tyne, che si uniscono a Warden Rock nei pressi di Hexham, Northumberland, in una località denominata “L'incontro delle acque” (The Meeting of the Waters).

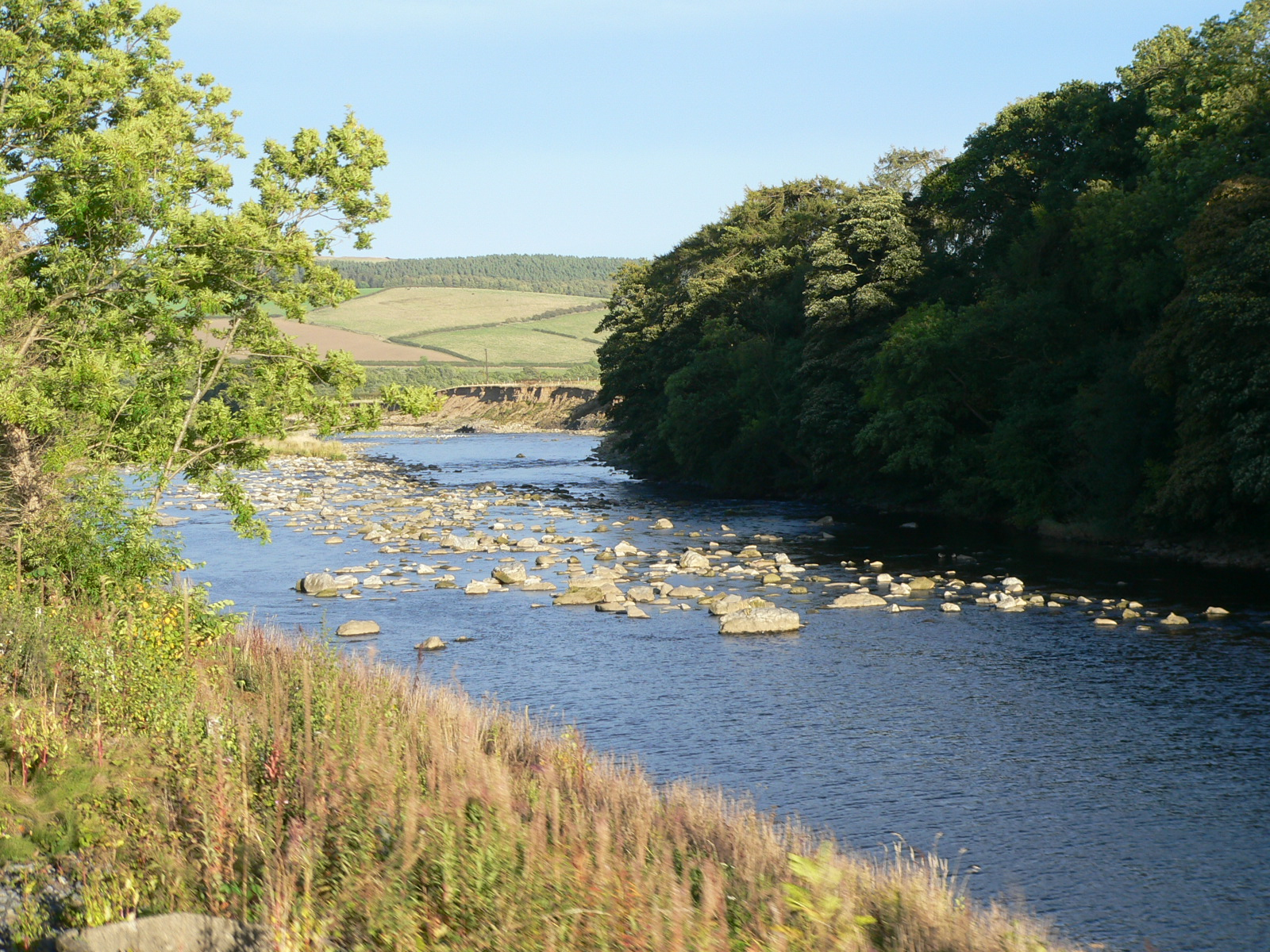
Il fiume prima di Newcastle

## Origine
Il Tyne ha iniziato a tagliare il suo corso circa 30 milioni di anni fa. Sulla massa di terra della Gran Bretagna emersa dal mare durante il Cretaceo, il fiume iniziò a scolpire la sua vallee rimuovendo la morbida copertura delle rocce di gesso.
Il profilo del corso del fiume mostra diverse deviazioni dal suo percorso ideale lungo il leggero declivio, ad esempio, sul tratto ripido del Nord Tyne Warden Gorge rispetto alle sezioni a monte molto più piatte. Le deviazioni sono spiegate con l'abbassamento del livello di base, per cui la corrente dei fiumi, a monte, produce maggiore erosione. Scavi e perforazioni per l'autostrada A1 hanno rivelato una valle di roccia sul lato sud del fiume sepolta sotto circa 35 metri di sedimenti rispetto all'attuale livello del mare. I cambiamenti del livello base potrebbero essere stati il risultato dell'erosione glaciale.

## Percorso
Il North Tyne nasce al confine con la Scozia, a nord di Kielder Water e scorre impetuoso attraverso la foresta di Kielder e il villaggio di Bellingham prima di raggiungere Hexham.
Il South Tyne nasce ad Alston, Cumbria e attraversa le città di Haltwhistle e Haydon Bridge, in una valle spesso denominata “The Tyne Gap” appena a sud del Vallo di Adriano. La sorgente del South Tyne è molto vicina a quelle di altri due fiumi molto importanti nell'area del nord est industrial, il Tees e il Wear. La valle del South Tyne ricade nell'area naturalistica dei North Pennines, la seconda per estensione delle Area of Outstanding Natural Beauty (AONB) del Regno Unito.
Una volta riunito, il Tyne scorre da Hexham verso Corbridge nel Northumberland per entrare nella contea di Tyne and Wear tra Clara Vale e il Tyne Riverside Country Park di Newcastle upon Tyne; quindi continua per dividere Newcastle e Gateshead scorrendo sotto a 10 ponti. A est di Gateshead e Newcastle, il Tyne divide Hebburn e Jarrow sulla riva sud da Walker e Wallsend sulla sponda nord. Jarrow e Wallsend sono unite dal Tyne Tunnel scavato sotto al letto del fiume. Infine sfocia nel Mare del Nord dopo avere attraversato South Shields e Tynemouth. Lungo il percorso bagna la piccola località di Wark in Tyndale dove si trovano i resti del castello omonimo.
La lunghezza del corso d'acqua, compresi i due rami iniziali, è di 321,4 km.

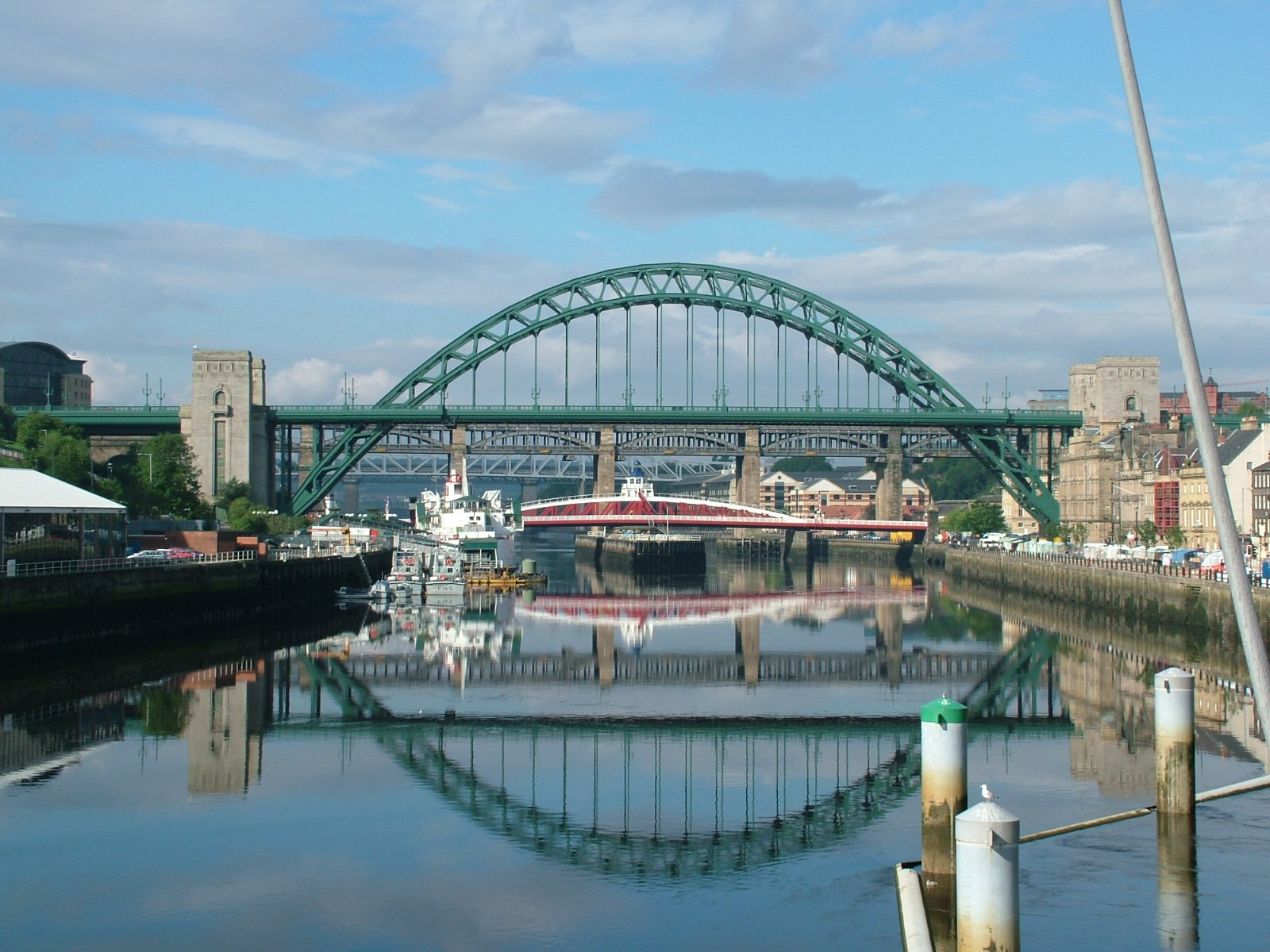
Il Tyne Bridge tra Newcastle e Gateshead

## Il porto
Per la sua vicinanza alle miniere di carbone, il Tyne rappresentò una delle vie principali di trasporto del carbone dal XIII secolo fino al declino dell'industria mineraria nella seconda metà del XX secolo. Le maggiori banchine di carico erano collocate a Dunston, Hebburn e South Shields. Le imponenti strutture di carico del carbone sulle navi, realizzate in legno a Dunston nel 1890, sono state conservate sebbene siano state parzialmente danneggiate da un incendio nel 2006. Attualmente, il Tyne Dock di South Shields è ancora attivo con un traffico annuale di 2 milioni di tonnellate. Le estremità più a valle del Tyne sono state uno dei maggiori siti al mondo di cantieristica navale dalla fine del XIX secolo fino all'inizio del XX; al giorno d'oggi sopravvivono alcuni cantieri tra South Shields e Hebburn. Per agevolare l'industria e il trasporto le rive del fiume furono modificate massicciamente nella seconda metà del XIX secolo: le isole furono rimosse e le anse rettificate.

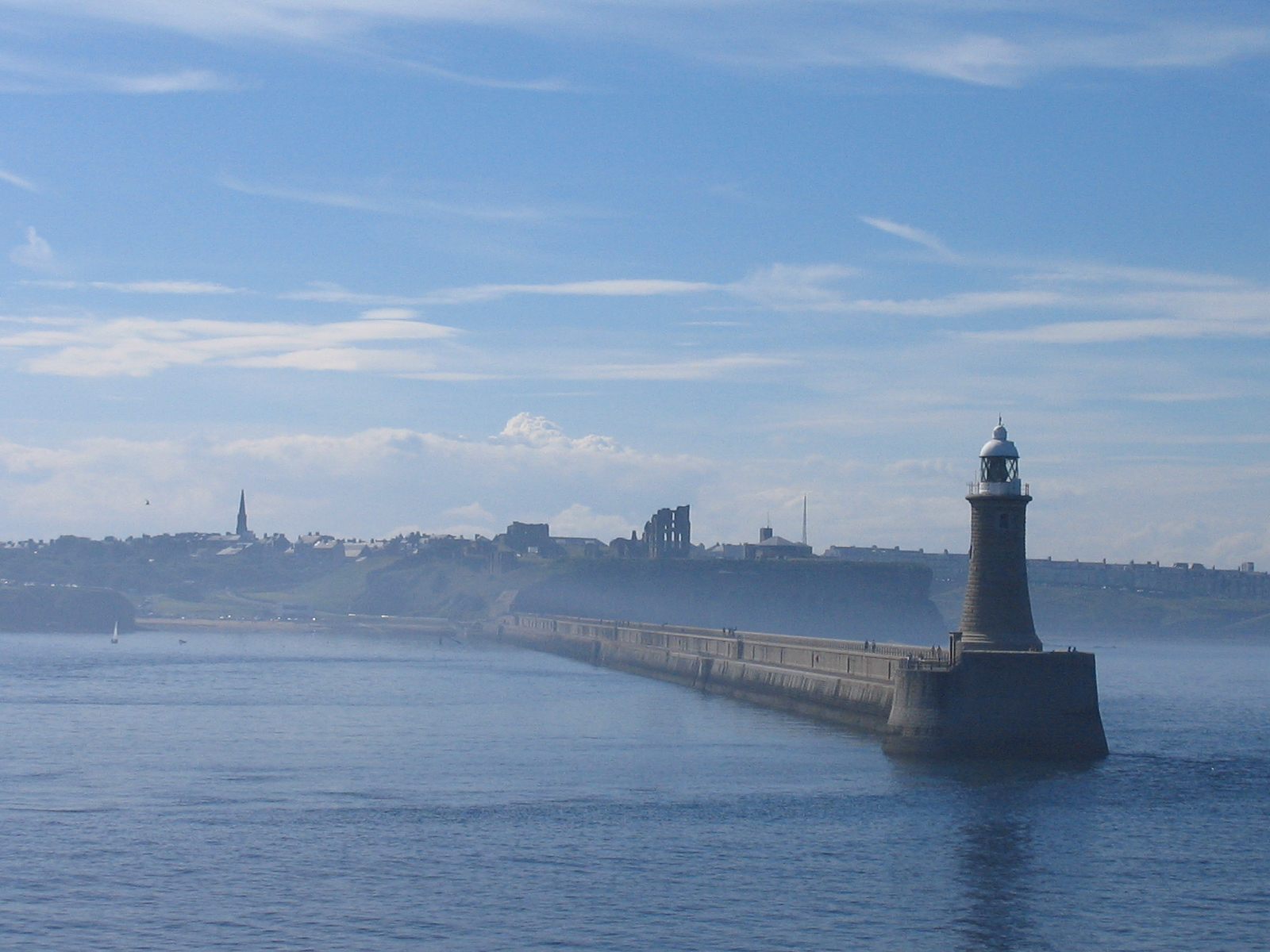
La foce del Tyne a Tynemouth

## Origine del nome
Nulla di certo esiste sulla reale origine del nome "Tyne". Il fiume non è citato con questo nome fino al periodo sassone, quindi il termine Tynemouth è presente in quella lingua come Tinanmuðe. Una teoria assume che Tīn fosse un termine con il significato di fiume nel locale dialetto celtico o in una lingua addirittura precedente. C'è un altro fiume Tyne in Scozia che scorre dall'area di Midlothian verso l'East Lothian fino al Mare del Nord. Sulle mappe romane della Gran Bretagna, il fiume denominato “Vedra” potrebbe essere il Tyne oppure il Wear.

## Conservazione
Alla protezione e conservazione del fiume Tyne, nonché della sua flora e fauna si dedicano la fondazione The Tyne Rivers Trust. e il Clean Tyne Project . Il fiume ospita infatti una ricca fauna che comprende il falco pescatore, il martin pescatore, la lontra, l'arvicola acquatica e il salmone. Il corso d'acqua, attraversando zone a forte vocazione agricola, è a rischio di inquinamento di pesticidi e fertilizzanti ma la sua situazione attuale è nettamente migliore rispetto agli ultimi duecento anni.

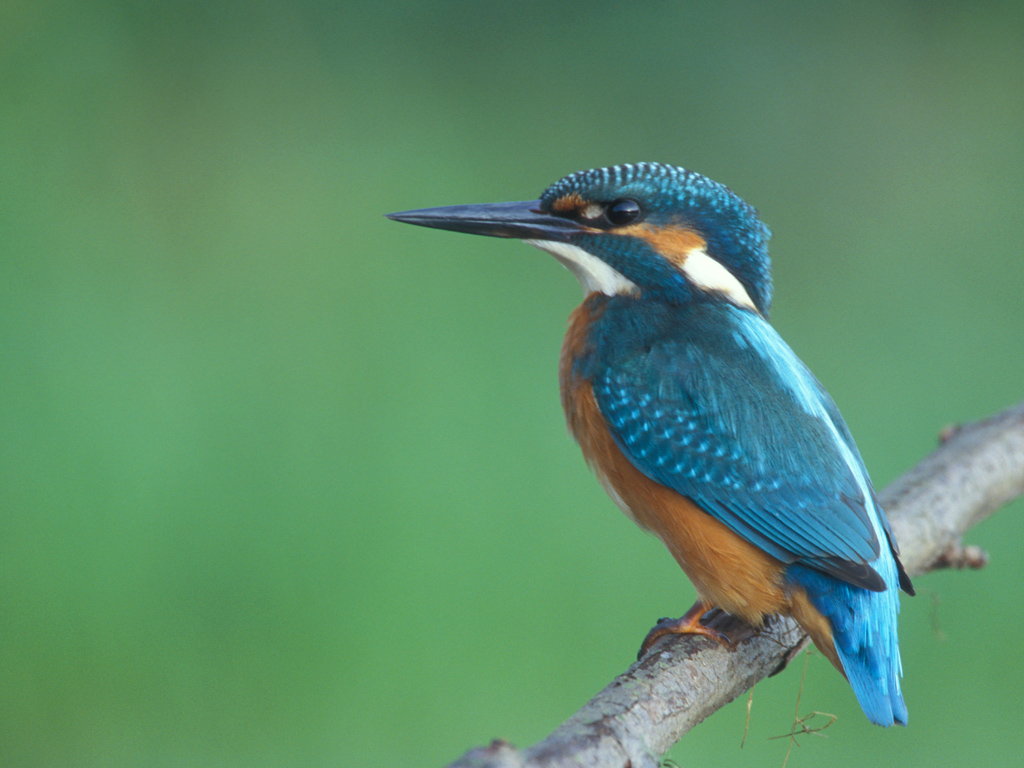
Un martin pescatore

## Attraversamenti

### Tyne
- Shields Ferry (servizio di ferry tra North e South Shields)
- New Tyne Tunnel
- Old Tyne Tunnel
- Tyne Pedestrian & Cycle Tunnel
- Gateshead Millennium Bridge
- Bambuco Bridge (temporaneo, costruito nel 2008 in bambu)
- Tyne Bridge
- Swing Bridge
- High Level Bridge

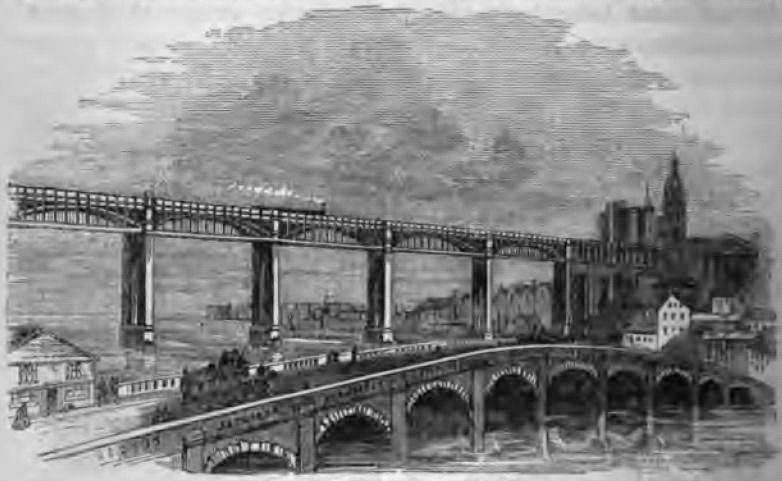
Il vecchio Stone Bridge, demolito nel 1866 e sostituito dall'attuale Swing Bridge, e l'High Level Bridge progettato da Robert Stephenson in un'illustrazione del 1861.

- Queen Elizabeth II Metro Bridge (Metro)

- King Edward VII Bridge
- Redheugh Bridge
- Scotswood Bridge

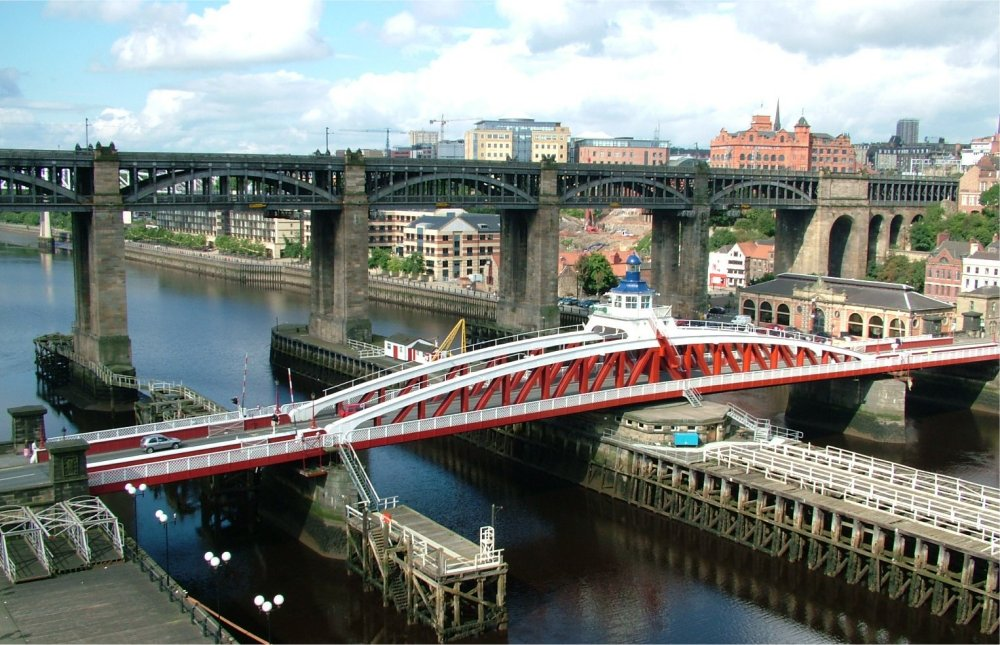
Lo Swing Bridge e l'High Level Bridge.

- Scotswood Railway Bridge (ex ferroviario, attualmente utilizzato per acqua e gas)
- Blaydon Bridge
- Newburn Bridge
- Wylam Bridge
- Wylam Railway Bridge (pedonale, ex ferroviario)
- Ovingham Footbridge (pedonale)
- Ovingham Bridge
- Bywell Bridge
- Styford Bridge
- Corbridge Bridge

- Hexham Bridge

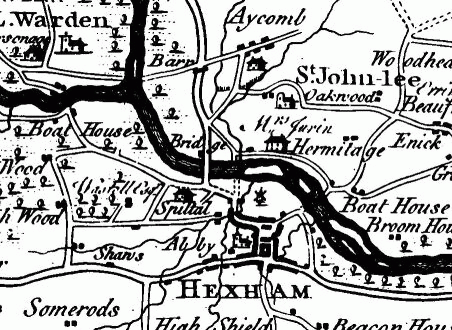
Una mappa del 1769 i cui è riportato il vecchio Hexham Bridge, travolto assieme ad altri 7 ponti dalla grande piena del 1771. Il ponte non fu ricostruito a causa dell'instabilità del fondale del fiume.

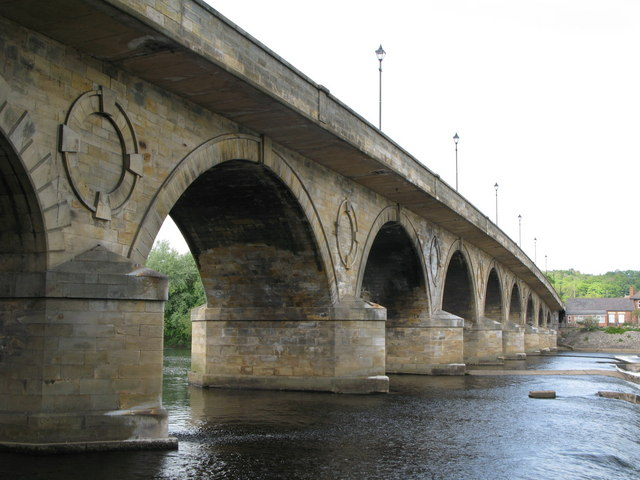
Hexham Bridge (courtesy of Mike Quinn)

- Hexham Old Bridge (travolto dalla piena nel 1771)
- Border Counties Bridge (ex ferroviario)

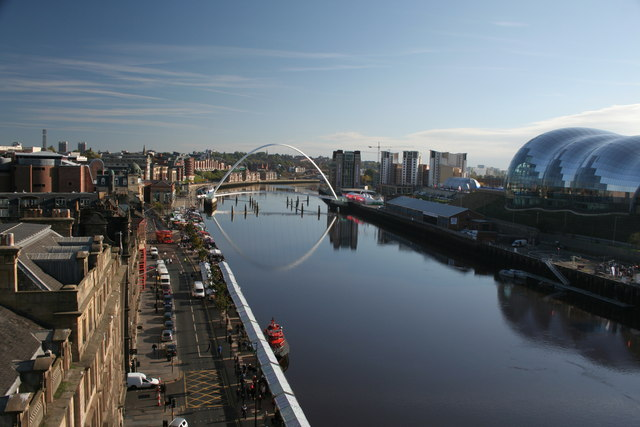
Il fiume Tyne scorre a Newcastle

- Constantius Bridge

### North Tyne
- Ponte di Chesters (ponte romano)
- Ponte di Chollerford
- Wark Bridge (pedonale)
- Bellingham Bridge
- Falstone Bridge
- Kielder Viaduct (pedonale ex ferroviario)
- Kerseycleugh Bridge

### South Tyne
- Warden Railway Bridge
- Warden Bridge
- New Haydon Bridge
- Old Haydon Bridge (pedonale)
- Haydon Bridge Viaduct
- Lipwood Railway Bridge
- Ridley Bridge
- Ridley Railway Bridge
- Millhouse Bridge (a Bardon Mill) (pedonale)
- Haltwhistle A69 Bridge, East
- Alston Arches Viaduct (a Haltwhistle) (ferroviario in disuso)

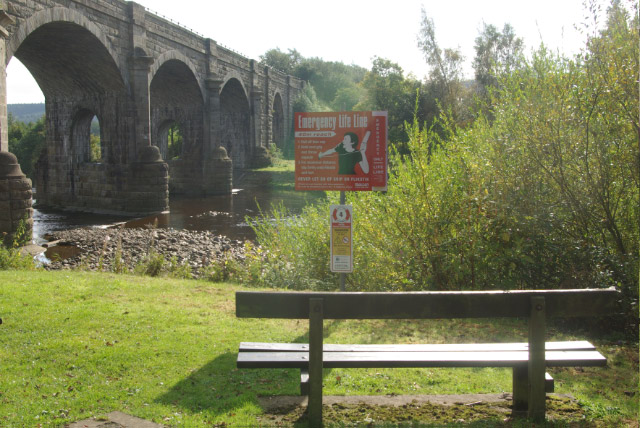
Il viadotto Alston Arches, utilizzato come ponte ferroviario fino al 1976 e oggi ponte pedonale (courtesy of Stephen Mckay).

- Blue Bridge, Haltwhistle (a Haltwhistle) (pedonale ex stradale)
- Bellister Bridge (a Haltwhistle) (pedonale ex stradale)
- Haltwhistle A69 Bridge, West
- Featherstone Bridge
- Featherstone Castle Footbridge (pedonale)
- Diamond Oak Bridge (a Coanwood)
- Lambley Footbridge (pedonale)
- Lambley Viaduct (pedonale ex ferroviario)
- Eals Bridge
- Tyne (oppure Brewery) Bridge (a Alston)
- Garrigill Bridge

## Canzoni con citazioni sul fiume Tyne
- Asonance -  Kopce u pramenů řeky Tyne / Hills on Tyne's source (a Czech adaptation of the folk song The Rolling Hills of the Borders, which does not mention the Tyne)
- Blur -  This Is a Low
- Busker - Home Newcastle
- Chris Rea - Windy Town
- Elvis Costello - Oliver's Army
- Elton John - Merry Christmas Maggie Thatcher (Billy Elliot musical)
- Mark Knopfler - Sailing to Philadelphia,  Why Aye Man,  Fare Thee Well Northumberland, 5.15 A.M. , One Deep River
- Lindisfarne - Fog on the Tyne
- Madness - Driving in My Car: "It was made in '59 in a factory by the Tyne".
- Jimmy Nail - Big River
- Gretchen Peters - England Blues
- Hilton Valentine - River Tyne
- Kate Rusby - Bring Me a Boat
- Sting - All This Time, I Was Brought To My Sense
- Dire Straits - Southbound Again, Down to the Waterline
- Gazza - Fog on the Tyne
- Tradizionale, interpretata da Sting - Waters of Tyne
- Renaissance - Back Home Once Again (The Paper Lads' TV Theme)
- Roger Whittaker - Durham Town (even though Durham is actually on the River Wear and not the Tyne)
- Eric Burdon and the Animals - The Immigrant Lad
- The Nice - Five Bridges Suite
- Genesis - Blood on the Rooftops
- Big Big Train - Swan Hunter